# Samlinger til en beskrivende Catalog over Portraiter af Danske, Norske og Holstenere
Samlinger til en beskrivende Catalog over Portraiter af Danske, Norske og Holstenere er en ikonografisk fortegnelse over grafiske gengivelser af historiske personer fra Danmark og fra Norge og Holsten i de dansk-regerede perioder. Værket er udarbejdet af Adolph Strunk og udkom 1865 på J.H. Schultz Forlag i København.
Værket er hovedsageligt baseret på Det Kongelige Biblioteks samlinger, især Müllers Pinakotek. Det behandler kun grafiske fremstillinger, ikke malerier og skulpturer.
Størrelsen på billederne er opgivet i danske tommer og linjer.
I januar 2012 blev værket digitaliseret af Projekt Runeberg.